# Consiglio (cognome)
Consiglio è un cognome di lingua italiana.

## Varianti
Consigli, Consigliere, Consiglieri.

## Origine e diffusione
Cognome tipicamente meridionale, è presente prevalentemente in Sicilia.
Potrebbe derivare dal prenome Consiglio. E' affine al cognome Console.
La variante Consigliere è ligure.

## Persone
- Davide Consiglio – politico italiano
- Emilio Consiglio – poeta, scrittore e giornalista italiano
- Giorgia Consiglio – nuotatrice italiana